# Bionectria apocyni
Bionectria apocyni är en svampart som först beskrevs av Peck, och fick sitt nu gällande namn av Schroers & Samuels 1997. Bionectria apocyni ingår i släktet Bionectria och familjen Bionectriaceae.   Inga underarter finns listade i Catalogue of Life.